# Membrană celulară

Secțiune schematică tri-dimensională prin membrana unei celule.

Membrana celulară (de asemenea numită și membrană plasmatică, membrană citoplasmatică sau plasmalemă) este o structură celulară ce delimitează și compartimentează conținutul celular de mediul exterior (spațiul extracelular). Membrana celulară este formată dintr-un strat dublu lipidic, alcătuit din două straturi de fosfolipide între care se intercalează molecule de colesterol (de asemenea o componentă lipidică), menținând fluiditatea adecvată a membranei la diferite temperaturi. Membrana conține, de asemenea, proteine membranare, inclusiv proteine integrale care acoperă membrana și servesc ca transportori membranari, și proteine periferice care se atașează liber la partea exterioară (periferică) a membranei celulare, acționând ca enzime pentru a facilita interacțiunea cu mediul celular. Glicolipidele încorporate în stratul lipidic exterior au un scop similar.
Membrana celulară controlează transportul speciilor chimice spre celulă și din interiorul acesteia, fiind selectiv permeabilă la ioni și molecule organice. În plus, membranele celulare sunt implicate într-o varietate de procese celulare, cum ar fi adeziunea celulară, conductivitatea ionilor și semnalizarea celulară. În plus, ele deservesc ca suprafață de fixare pentru mai multe structuri extracelulare, inclusiv peretele celular și stratul de carbohidrați numit glicocalix, precum și rețeaua intracelulară de fibre proteice numită citoschelet. În domeniul biologiei sintetice, membranele celulare pot fi reasamblate artificial.

## Istoric
Membrana celulară a fost pentru prima dată observată de Robert Hooke, însă acesta a considerat-o parte integrală a unei celule unitare. Abia în 1855 Karl Wilhelm von Nägeli și Carl Eduard Cramer au emis ipoteza existenței unei membrane celulare responsabile pentru secreția extracelulară și menținerea presiunii intracelulare. În 1935, Hugh Daveson și James Frederic Danielli au sugerat structura bilipidică a membranei celulare, iar în 1972, Nicholson și Singer au formulat modelul mozaicului fluid. Acest model a fost modificat datorită descoperirii unor structuri ce compartimentalizează membrana celulară. Acestea cuprind: zonele de joncțiune intercelulară; "barierele" membranare formate de complexe multiproteice sau de specializări ale citoscheletului subcortical; subdomenii membranare cu o compoziție proteo-lipidică specifică, cum ar fi cele insolubile in detergenți (lipid rafts). Aceasta organizare complexă a membranei este importantă, între altele, pentru polaritatea celulei și pentru organizarea semnalelor primite din exterior.

## Rol
- Transportul de substanțe;
- asigurarea homeostazei;
- protejarea spațiului celular;
- conferirea unei forme celulei;
- echilibru osmotic; (osmoză)
- permeabilitate selectivă (vezi mai jos);
- participă în cadrul proceselor metabolice;
- comunicarea bidirecțională între celule și mediul extern;
- locomoția.

## Structură
Membrana celulară este formată din lipide si proteine. Elementul structural fundamental al membranelor celulare este dublul strat lipidic care se comportă ca o barieră impenetrabilă pentru majoritatea moleculelor aqua-solubile. Proteinele membranare, asociate dublului strat lipidic, asigura funcționalitatea membranei.

### Lipide
Membrana celulară constă din 3 tipuri de lipide: fosfolipide, glicolipide și steroli. Fosfolipidele și glicolipidele constau dintr-un cap hidrofil și o coadă hidrofobă. Colesterolul, cel mai cunoscut dintre steroli, este cel care conferă membranei rigiditatea, fiind poziționat între capetele hidrofobe ale lipidelor și nepermițându-le să se contracte.

### Proteine
Proteinele sunt fie înglobate în membrana lipidică (transmembranare), fie asociate suprafeței acesteia (proteine membranare periferice și proteine legate prin lipide). Există mai multe tipuri de proteine, incluzând:
- enzime, care catalizeaza diferite reactii chimice;
- Proteină-marker;
- Receptori;
- de susținere;
- de transport.

Proteinele sunt implicate în multiple procese:
- transportul molecular și ionic transmembranar;
- realizarea conexiunilor intercelulare și a ancorării celulelor în matricea extracelulară;
- desfășurarea reacțiilor enzimatice asociate structurilor membranare;
- controlul fluxului de informație între celulă și mediu prin recunoașterea, legarea și transmiterea moleculelor-semnal;
- imunitatea celulară;

### Modelul mozaicului fluid
Modelul mozaicului fluid, propus de Jonathan S. Singer și Garth L. Nicholson, prezintă membrana celulară ca un model fluid mozaicat, unde numeroasele componente structurale se pot deplasa liber.
La suprafața membranei celulei animale se află proteine periferice și glucide sub formă de glicolipide și glicoproteine. Setul de proteine și glucide (de pe suprafața plasmalemei fiecărei celule animale) se numește glicocalix și este specific, constituind “buletinul de identitate” al acesteia. 
Membrana celulei vegetale este protejată de un perete celular rigid. Acesta este format din celuloză și este permeabil pentru apă, precum și pentru unele molecule organice.

### Fluiditatea bistratului lipidic
Lipidele și proteinele membranare sunt antrenate în diferite tipuri de mișcări în interiorul membranei. Aceasta se datorează mobilității moleculelor lipidice: capacitatea moleculelor lipidice de a difuza în interiorul bistraturilor.
Difuziunea laterală are loc foarte rapid, moleculele lipidice efectuând schimb de locuri cu moleculele învecinate. O moleculă lipidică străbate  aprox. 2 micrometri în timp de o secundă, adică poate să ajungă de la un capăt la altul al unei celule bacteriene de talia E. coli. Mișcarea are loc în planul bistratului.
Mișcarea de rotație se referă la mișcarea pe care o efectuează fiecare moleculă lipidică în jurul axei longitudinale a moleculei, de asemenea rapidă.
Difuziunea trasversală este rară; apare, în medie, o dată la o lună pentru fiecare moleculă (bistraturi lipidice artificiale). Cu alte cuvinte, moleculele lipidice rămân o lungă perioadă de timp în același monostrat. În membranele celulare există proteine speciale denumite translocatori fosfolipidici sau flipaze care potențează o mișcare „flip-flop” rapidă din monostratul citosolic în cel lumenal.

### Asimetria bistratului lipidic
Distribuția asimetrică a moleculelor membranare joacă un rol esențial în realizarea funcțiilor celulare. Distribuția asimetrică a componentelor lipidice pe cele două fețe ale dublului strat lipidic determină o fluiditate diferită a celor două straturi lipidice.
Explicația asimetriei în distribuția lipidelor membranare constă în procesul de biosinteză a lipidelor și se bazează pe mișcarea flip-flop a acestor molecule, care este catalizată de fosfatil-translocaza la nivelul reticulului endoplasmatic.
În multe celule, distribuția asimetrică a lipidelor și a proteinelor conduce la delimitarea unor domenii specifice în membranele plasmatice. Astfel, membrana celulelor epiteliale este împărțită în două domenii distincte: apical și latero-bazal, ambele având un conținut proteic și lipidic diferit.

## Transportul membranar
Transportul membranar reprezintă unul dintre procesele importante realizate cu ajutorul membranei celulare. Poate fi activ sau pasiv.